# 21e division d'infanterie (Pologne)
Pour les articles homonymes, voir 21e division.
La  21e Division d'Infanterie est une des divisions d'infanterie de l'armée polonaise durant la Seconde Guerre mondiale.

## Composition
- 3e régiment de fusiliers Podhale
- 4e régiment de fusiliers Podhale
- 202e régiment d'infanterie de réserve
- 21e régiment d'artillerie légère
- 21e groupe d'artillerie lourde

## Théâtres d'opérations
- 1er septembre au 6 octobre 1939 : Campagne de Pologne